# Stéphane Millet
Pas d'image ? Cliquez ici

a Compétitions nationales et continentales officielles uniquement.

b Matchs officiels uniquement.
Stéphane Millet, né le 4 juillet 1970, est un joueur de rugby à XIII français évoluant au poste de centre ou d'arrière dans les années 1990.
Il commence dans sa jeunesse le rugby à XIII au club du Pontet qui domine alors le Championnat de France. Lorsque ce club fut dissous, il intègre le club de Carcassonne en espoirs puis rejoint en 1991 le club de Saint-Gaudens où il y a des liens familiaux. Avec ce club, il remporte la Coupe de France en 1992 et dispute la finale du Championnat de France en 1999.
Fort de ses performances en club, il est sélectionné à plusieurs reprises en équipe de France entre 1995 et 1999 prenant part à l'édition de la Coupe du monde en 1995.

## Biographie
Stéphane Millet participe, notamment, à la coupe du monde de 1995.
À cette occasion, il est suspendu à la suite d'un contrôle antidopage positif,.
Des talents de buteur lui sont reconnus, un journaliste allant même jusqu'à dire qu'il a « des pieds en or ».
En 2011, il entraine le club de Tonneins.
Au moins de juin  2022 , le club de Montpellier  annonce le recrutement de Stéphane Millet en tant que « chargé du développement du projet sportif ».

## Palmarès
- Collectif :
  - Vainqueur de la Coupe de France : 1992[Ref 1] (Saint-Gaudens).
  - Finaliste du Championnat de France : 1999 (Saint-Gaudens).
- Individuel
  - Sélections en équipe de France : quatre (1995)[Ref 2].